# وینگهام، کنت
وینگهام (به انگلیسی: وینگهام) یک محله مدنی و روستا در بریتانیا است که در دوور واقع شده‌است. وینگهام ۱٬۷۷۵ نفر جمعیت دارد.

## خواهرخوانده
شهر Vert-le-Grand خواهرخواندهٔ وینگهام، کنت هست.